# Phyllis King
Phyllis Evelyn King, z domu Mudford (ur. 23 sierpnia 1905 w Wallington, zm. 27 stycznia 2006) – brytyjska tenisistka, mistrzyni Wimbledonu w deblu.
W 1931 wspólnie z Dorothy Shepherd Barron wygrała grę podwójną na Wimbledonie, pokonując w finale Belgijkę Josane Sigart i Francuzkę Doris Metaxę w trzech setach. W 1937, występując już pod nazwiskiem małżeńskim, w parze z rodaczką Elsie Goldsack Pittman, przegrała w wimbledońskim finale z Francuzką Simonne Mathieu i Brytyjką Billie Yorke. W 1931 i 1935 była w półfinale mistrzostw USA w grze pojedynczej. Na Wimbledonie w grze pojedynczej najdalej dotarła w 1930 – do ćwierćfinału (na 16 startów, ostatni raz w 1953). Reprezentowała Wielką Brytanię w Pucharze Wightman w latach 1930–1932 i 1935, w 1938 była kapitanem reprezentacji. W 1930 pokonała w meczu pucharowym Sarah Palfrey, w 1931 uległa Helen Jacobs i Helen Wills (zdobyła punkt w deblu w parze z Shepherd Barron), w 1932 pokonała Annę McCune Harper, w 1935 przegrała z Palfrey. W latach 30. była klasyfikowana w czołowej dziesiątce na świecie (w rankingu „Daily Telegraph”) – na 7. miejscu w 1930 i 9. miejscu rok później. Wielokrotnie występowała w grze mieszanej w parze z Fredem Perrym.
W 1948 została członkiem All England Club, organizatora turniejów wimbledońskich. W sierpniu 2005 jako najstarsza żyjąca mistrzyni Wimbledonu ukończyła 100 lat, zmarła pół roku później. Z małżeństwa z Maurice Kingiem (zm. 1959) nie miała dzieci.